# Bautista Kociubinski
Bautista Kociubinski (La Plata, 26 aprile 2001) è un calciatore argentino, centrocampista dell'Estudiantes (LP).

## Carriera
Cresciuto nel settore giovanile del Estudiantes (LP), debutta in prima squadra il 25 settembre 2021 in occasione dell'incontro di Primera División pareggiato 1-1 contro il Platense.

## Statistiche

### Presenze e reti nei club
Statistiche aggiornate al 8 febbraio 2025.
| Stagione                | Squadra                 | Campionato              | Campionato | Campionato | Coppe nazionali | Coppe nazionali | Coppe nazionali | Coppe continentali | Coppe continentali | Coppe continentali | Altre coppe | Altre coppe | Altre coppe | Totale | Totale | Totale |
| Stagione                | Squadra                 | Comp                    | Pres       | Reti       | Comp            | Pres            | Reti            | Comp               | Pres               | Reti               | Comp        | Pres        | Reti        | Pres   | Reti   |        |
| ----------------------- | ----------------------- | ----------------------- | ---------- | ---------- | --------------- | --------------- | --------------- | ------------------ | ------------------ | ------------------ | ----------- | ----------- | ----------- | ------ | ------ | ------ |
| 2021                    | Estudiantes (LP)        | PD                      | 10         | 0          | CA+CdL          | 0               | 0               | -                  | -                  | -                  | -           | -           | -           | 10     | 0      |        |
| gen.-giu. 2022          | Estudiantes (LP)        | PD                      | 1          | 0          | CA+CdL          | 1+6             | 0+1             | CL                 | 4                  | 0                  | -           | -           | -           | 12     | 1      |        |
| lug.-dic. 2022          | Aldosivi                | PD                      | 8          | 1          | CA+CdL          | 0               | 0               | -                  | -                  | -                  | -           | -           | -           | 8      | 1      |        |
| 2023                    | Atl. Tucumán            | PD                      | 21         | 2          | CA+CdL          | 0+8             | 0               | -                  | -                  | -                  | -           | -           | -           | 29     | 2      |        |
| 2024                    | Estudiantes (LP)        | PD                      | 10         | 0          | CA+CdL          | 1+1             | 0               | CL                 | 0                  | 0                  | SA+TC       | 1+0         | 0           | 13     | 0      |        |
| 2025                    | Estudiantes (LP)        | PD                      | 3          | 0          | CA              | 0               | 0               | CL                 | -                  | -                  | -           | -           | -           | 3      | 0      |        |
| Totale Estudiantes (LP) | Totale Estudiantes (LP) | Totale Estudiantes (LP) | 24         | 0          |                 | 9               | 1               |                    | 4                  | 0                  |             | 1           | 0           | 38     | 1      |        |
| Totale carriera         | Totale carriera         | Totale carriera         | 53         | 3          |                 | 17              | 1               |                    | 4                  | 0                  |             | 1           | 0           | 75     | 4      |        |

## Palmarès

### Club

#### Competizioni nazionali
- Copa de la Liga Profesional: 1

Estudiantes: 2024
- Trofeo de Campeones de la Liga Profesional: 1

Estudiantes: 2024